# كارلوس سوليس

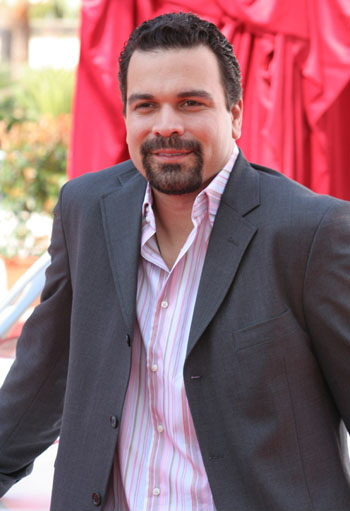
الممثل اللاتيني ريكاردو أنطونيو شافيرا.

كارلوس سوليس هو إحدى الشخصيات الخيالية في المسلسل الأمريكي ربات بيوت يائسات (بالإنجليزية: Desperate house wives)‏ و يقوم بدوره الممثل اللاتيني ريكاردو أنطونيو شافيرا. و تتمحور شخصيته حول رجل فاحش الثراء يعيش في ويستسريا لين متزوج بأمرأة جميلة التي هي غابرييل سوليس تقوم بدورها الممثلة الأمريكية " إيفا لانغوريا.

## الموسم الأول
يرى كارلوس أن حياته سعيدة مع زوجته و لا ينقصها سوى الأطفال لذا يتعلق كارلوس بشدة بفكرة إنجاب الأطفال و التي ترفضها
غابرييلا مما يدفع كارلوس سراً إلى استبدال حبوب منع الحمل الخاصة بغابرييلا حبوب سكر. لاحقاً تتطور الأحداث و تتصاعد
لنرى أن ذلك الرجل الغني أصبح يعاني مشاكل مالية قد تفقده ثروته إلى جانب دخوله السجن لثمانية أشهر في قضية إساءة
معاملة العمال وجريمة كراهية تتعلق بجاستن و فتى الكابل الذين يعملان لديه لأعتقاده بأنهما على علاقة بزوجته غابرييلا
و التي هي في الحقيقة على علاقة بالبساتني الشاب جون رولاند. فيما بعد يعترف جون لكارلوس بأنه عشيق زوجته قائلاً له:
«أنت تعرف أنك ضربت الرجل الخطأ, ألم تفكر أنه من الغريب أنك الوحيد في ويستريا لين الذي كنت أجز له العشب ثلاث مرات أسبوعياً». لاحقاً في المسلسل تتكشف غابرييل انه حامل و أن كارلوس استبدل حبوب منع الحمل بحلوى فتقرر أن تعاقبه بحيث ترفض دفع كفالته و تبتزه بالاهتمام الكلي للطفل حين يولد مقابل شهادتها في المحكمة.